# Нижні Абакаси
Нижні Абака́си (рос. Нижние Абакасы, чув. Пĕчĕк Упакасси) — присілок у складі Ібресинського району Чувашії, Росія. Входить до складу Великоабакасинського сільського поселення.
Населення — 366 осіб (2010; 382 у 2002).
Національний склад:
- чуваші — 98 %